# Menemerus taeniatus
Menemerus taeniatus là một loài nhện trong họ Salticidae.
Loài này thuộc chi Menemerus. Menemerus taeniatus được Ludwig Carl Christian Koch miêu tả năm 1867.